# Siete días de enero
Siete días de enero (o 7 días de enero, en los créditos iniciales y en el cartel) es una película del género dramático dirigida en 1979 por Juan Antonio Bardem, producida conjuntamente en España y Francia.
La historia narrada en la película estaba basada en buena medida en la matanza de Atocha del 24 de enero de 1977, durante la Transición española, y en los sucesos que tuvieron lugar durante aquellos días de enero de 1977. Así pues, la película funciona a modo de documental, relatando los días de enero anteriores y posteriores al atentado en Atocha y cuando, posteriormente, se realiza el juicio del grupo autoidentificado como Alianza Apostólica Anticomunista (Triple A).
Durante su estreno, se encontró con problemas y amenazas del grupo de extrema derecha Guerrilleros de Cristo Rey.

## Sinopsis
Día 22 de enero: una familia burguesa vinculada al franquismo, celebra la boda de uno de sus miembros. Durante la fiesta se escuchan las discusiones preocupadas de militares y miembros de la Iglesia católica, con discursos de tinte fascista.
Mientras tanto dos abogados, el matrimonio formado por Lola y Francisco Javier, entra en el portal de su despacho donde se encuentran con miembros de la policía, relacionados con la extrema derecha, atentos a la reunión de un grupo del sindicato de trabajadores para continuar o no con una huelga. Poco después Lola recibe una llamada amenazante dirigida a Joaquín Navarro, la cabeza visible de los trabajadores en la huelga.
Día 23 de enero, en las calles de Madrid, utilizando algunas imágenes de archivo, hay una manifestación pro-amnistía de presos políticos mientras se celebra el entierro de Luis Pardo, acompañado de falangistas. Durante una carga policial, un estudiante cae abatido, Arturo Ruiz.
En un bar se reúnen los tres policías anteriores, con jóvenes militantes de extrema derecha, para luchar contra la izquierda y sus continuas manifestaciones.
Día 24 de enero, al grito de "¡libertad, lmad!" se disuelve una huelga en una asamblea de trabajadores por un acuerdo con las patronales, con provocaciones de grupos de extrema derecha, cada vez más indignada, entre los que se encontraba Luis María.
En una manifestación por la muerte de Arturo Ruiz muerto el día antes, muere una estudiante universitaria, María Luz Nájera de 21 años, alcanzada por un bote de humo de la policía antidisturbios. En el mismo día, el grupo GRAPO secuestra al Teniente General Villaescusa.
En una conversación entre Luis María y su madre y luego en una reunión en su casa, se alienta y planifica el asesinato de los abogados de derecho laboral y de la figura de Joaquín Navarro. Finalmente Luis María y dos más, se dirigen armados al despacho situado en la calle Atocha y esperan a que el último sindicalista salga, precisamente el último será Joaquín Navarro, e irrumpen en el piso acorralando a los abogados y a un administrativo contra la pared. Luis María se encarga de quedarse en las escaleras y vigilar que nadie interrumpa mientras los otros dos disparan a los rehenes.
Día 25 de enero, después de lo ocurrido, en un hospital uno de los abogados supervivientes relata a la policía todo lo ocurrido e identifica a uno de ellos, ya que iban a cara descubierta.
Día 26 de enero, manifestación multitudinaria de más de 100 000 personas por el atentado, Luis María confiesa a su novia que ha cometido un servicio a España.
Se vuelve al 24 de enero, cuando Joaquín Navarro y otros compañeros habían bajado ya de la reunión en el despacho de abogados y se encontraban en un bar, al escuchar el ruido de sirenas de la policía se encuentran con la matanza sucedida.
Día 7 de febrero, comienzan las declaraciones, compareciendo Joaquín Navarro y los abogados supervivientes.
Día 11 de febrero, se rescata al Teniente General Villaescusa, mientras la madre de Luis María y un amigo familiar ven que la situación se complica, el GRAPO y los patriotas de Atocha se están poniendo a la misma altura, como asesinos que están perdiendo apoyo público.
Día 14 de febrero, uno de los policías habla a Luis María y otros relacionados con la matanza para que dejen el país hasta que la situación se pueda normalizar.
En marzo, después de estar escondido Luis María en un chalet en la sierra, se va a un restaurante en Murcia invitado por militares para homenajearlo, pero se percata de que está siendo vigilado por la policía.
Día 12 de marzo finalmente es detenido junto al resto de miembros que habían colaborado, e intentan organizarse para mostrar una coartada común en el juicio.
Día 23 de marzo, comienza el juicio con la declaración de los imputados.
Día 23 de octubre, los abogados supervivientes asisten a una rueda de reconocimiento donde se les identifica como los responsables. La película termina con imágenes reales del entierro multitudinario de los abogados.

## Reparto
- Manuel Ángel Egea como Luis María Hernando de Cabral.
- Madeleine Robinson como Adelaida.
- Virginia Mataix como Pilar.
- Jacques François como Don Tomás.
- Alberto Alonso como Cisko Kid.

## Premios
- Golden Prize en el 11.ª Festival Internacional Cinematográfico de Moscú,  en 1979.[3]